# أم بي تي-70
(الأسم الألماني:كيه بيه زي 70) أسمها الأمريكي أم بي تي-70 دبابة مشروع مشترك بين الولايات المتحدة - ألمانيا الغربية مشروع مشترك لتطوير دبابة قتال رئيسية جديدة خلال فترة الستينات.
تم تطوير الدبابة من قبل الولايات المتحدة وألمانيا الغربية في سياق سباق التسلح في الحرب الباردة، والتي تهدف إلى مواجهة الجيل الجديد من دبابات حلف وارسو التي طورها الاتحاد السوفيتي. كان من المفترض أن يتم تزويد الدبابة الجديدة بعدد من الميزات المتقدمة مثل نظام التعليق الهيدروليكي المطوَّر حديثًا ويضم جميع أفراد الطاقم في البرج الكبير، وكان مزودًا بمدفع / قاذفة من نوع XM150 بحجم 152 مم، والتي يمكنها استخدام كل من الذخيرة التقليدية وصاروخ Shelelagh للقتال بعيد المدى. 

## التاريخ
في أوائل الستينيات من القرن الماضي، كان كل من ليوبارد 1 الألمانية و إم-60 باتون الأمريكية هما أحدث دبابات القتال الرئيسية في الخدمة. بينما تم تصميمه لمواجهة دبابات تي-55/54 ، فقد أصبح من الواضح أن الجيل القادم من الدبابات السوفيتية كان سيزيد من قوة النيران والحماية، وسيتم وضع كلا التصميمين في وضع غير موات بواسطة المسدس الملساء الجديد في تي-62 . تم التخطيط لمشروع ترقية لـ ليوبارد،  ولكن يبدو أن هذا النموذج لن يكون كافياً ولا يستحق العناء.